# Beilschmiedia yaanica
Beilschmiedia yaanica là loài thực vật có hoa trong họ Nguyệt quế. Loài này được (N.Chao) N.Chao miêu tả khoa học đầu tiên năm 1981.